# Adam Silver
Adam Silver (ur. 26 kwietnia 1962 w Nowym Jorku, USA) – amerykański prawnik, komisarz National Basketball Association.

## Życiorys
Adam Silver pochodzi z żydowskiej rodziny prawniczej, jego ojciec pracował w kancelarii Proskauer Rose. Od najmłodszych lat kibicował New York Knicks.
Ukończył studia na Uniwersytecie Duke (1984) i Uniwersytecie Chicago (1988). Później pracował w nowojorskiej kancelarii Cravath, Swaine & Moore, a także jako asystent prawny sędziego federalnego.

## NBA
Silver zaczął pracować dla NBA w 1992 roku. Sprawował kilka funkcji, w tym stanowisko specjalnego asystenta komisarza. W dniu 25 października 2012 został jednogłośnie wybrany na następcę komisarza Davida Sterna. Posadę objął po ustąpieniu Sterna 1 lutego 2014 roku.